# Mycosphaerella crataegi
Mycosphaerella crataegi är en svampart som först beskrevs av Karl Wilhelm Gottlieb Leopold Fuckel, och fick sitt nu gällande namn av Johanson ex Oudem. 1897. Mycosphaerella crataegi ingår i släktet Mycosphaerella och familjen Mycosphaerellaceae.   Inga underarter finns listade i Catalogue of Life.